# Кёрлинг в сезоне 2022/2023
Сезон 2022/23 в кёрлинге начался в июне 2022 года и завершился в мае 2023 года.
Примечание. В турнирах с участием мужских и женских команд сначала указаны победители мужских турниров.

## Турниры Всемирной федерации кёрлинга
источник:

### Чемпионаты
| Турнир                                                                                      | Турнир                                                                                      | Турнир                                                                                      | Золото                                  | Серебро                                  | Бронза                                      |
| ------------------------------------------------------------------------------------------- | ------------------------------------------------------------------------------------------- | ------------------------------------------------------------------------------------------- | --------------------------------------- | ---------------------------------------- | ------------------------------------------- |
| Чемпионат мира по кёрлингу среди смешанных команд 2022 Абердин, Шотландия, 15–22 октября    | Чемпионат мира по кёрлингу среди смешанных команд 2022 Абердин, Шотландия, 15–22 октября    | Чемпионат мира по кёрлингу среди смешанных команд 2022 Абердин, Шотландия, 15–22 октября    | Канада (Жан-Мишель Менар)               | Шотландия (Кэмерон Брайс)                | Швейцария (Урси Хегнер)                     |
| Панконтинентальный чемпионат по кёрлингу 2022 Калгари, Канада, 31 октября – 6 ноября        | A                                                                                           | М                                                                                           | Канада (Брэд Гушу)                      | Республика Корея (Ким Чхан Мин)          | США (Кори Дропкин)                          |
| Панконтинентальный чемпионат по кёрлингу 2022 Калгари, Канада, 31 октября – 6 ноября        | A                                                                                           | Ж                                                                                           | Япония (Сацуки Фудзисава)               | Республика Корея (Ха Сын Ён)             | Канада (Керри Эйнарсон)                     |
| Панконтинентальный чемпионат по кёрлингу 2022 Калгари, Канада, 31 октября – 6 ноября        | B                                                                                           | М                                                                                           | Гайана (Rayad Husain)                   | Индия (P. N. Raju)                       | Гонконг (Джейсон Чан)                       |
| Панконтинентальный чемпионат по кёрлингу 2022 Калгари, Канада, 31 октября – 6 ноября        | B                                                                                           | Ж                                                                                           | Тайвань (Heidi Lin)                     | Мексика (Adriana Camarena)               | Кения (Purity Njuguna)                      |
| Чемпионат мира по кёрлингу на колясках (группа Б) 2022 Лохья, Финляндия, 5–10 ноября        | Чемпионат мира по кёрлингу на колясках (группа Б) 2022 Лохья, Финляндия, 5–10 ноября        | Чемпионат мира по кёрлингу на колясках (группа Б) 2022 Лохья, Финляндия, 5–10 ноября        | Чехия (Dana Selnekovičová)              | Дания (Kenneth Ørbæk)                    | Германия (Burkhard Möller)                  |
| Чемпионат Европы по кёрлингу 2022 Эстерсунд, Швеция, 19–26 ноября                           | A                                                                                           | М                                                                                           | Шотландия (Брюс Моуэт)                  | Швейцария (Янник Шваллер)                | Италия (Жоэль Реторна)                      |
| Чемпионат Европы по кёрлингу 2022 Эстерсунд, Швеция, 19–26 ноября                           | A                                                                                           | Ж                                                                                           | Дания (Мадлен Дюпон)                    | Швейцария (Сильвана Тиринцони)           | Шотландия (Ребекка Моррисон)                |
| Чемпионат Европы по кёрлингу 2022 Эстерсунд, Швеция, 19–26 ноября                           | B                                                                                           | М                                                                                           | Нидерланды (Ваутер Госгенс)             | Финляндия (Калле Киискинен)              | Франция (Eddy Mercier)                      |
| Чемпионат Европы по кёрлингу 2022 Эстерсунд, Швеция, 19–26 ноября                           | B                                                                                           | Ж                                                                                           | Эстония (Мари Калдвеэ)                  | Чехия (Альжбета Зелингрова)              | Литва (Виргиния Паулаускайте)               |
| Чемпионат мира по кёрлингу среди юниоров (группа Б) 2022 Лохья, Финляндия, 8–19 декабря     | Чемпионат мира по кёрлингу среди юниоров (группа Б) 2022 Лохья, Финляндия, 8–19 декабря     | М                                                                                           | Китай (Фэй Сюэцин)                      | Италия (Джакомо Колли)                   | Турция (Serkan Karagöz)                     |
| Чемпионат мира по кёрлингу среди юниоров (группа Б) 2022 Лохья, Финляндия, 8–19 декабря     | Чемпионат мира по кёрлингу среди юниоров (группа Б) 2022 Лохья, Финляндия, 8–19 декабря     | Ж                                                                                           | Канада (Emily Deschenes)                | Шотландия (Фэй Хендерсон)                | Республика Корея (Kang Bo-bae)              |
| Кёрлинг на зимней Универсиаде 2023 Лейк-Плэсид, США, 13–21 января                           | Кёрлинг на зимней Универсиаде 2023 Лейк-Плэсид, США, 13–21 января                           | М                                                                                           | Великобритания (James Craik)            | США (Daniel Casper)                      | Канада (Owen Purcell)                       |
| Кёрлинг на зимней Универсиаде 2023 Лейк-Плэсид, США, 13–21 января                           | Кёрлинг на зимней Универсиаде 2023 Лейк-Плэсид, США, 13–21 января                           | Ж                                                                                           | Китай (Хань Юй)                         | Республика Корея (Ха Сын Ён)             | США (Delaney Strouse)                       |
| Чемпионат мира по кёрлингу среди юниоров 2023 Фюссен, Германия, 25 февраля – 4 марта        | Чемпионат мира по кёрлингу среди юниоров 2023 Фюссен, Германия, 25 февраля – 4 марта        | М                                                                                           | Китай (Фэй Сюэцин)                      | Германия (Беньямин Капп)                 | Шотландия (Orrin Carson)                    |
| Чемпионат мира по кёрлингу среди юниоров 2023 Фюссен, Германия, 25 февраля – 4 марта        | Чемпионат мира по кёрлингу среди юниоров 2023 Фюссен, Германия, 25 февраля – 4 марта        | Ж                                                                                           | Шотландия (Фэй Хендерсон)               | Япония (Yuina Miura)                     | Норвегия (Туриль Бьёрнстад)                 |
| Чемпионат мира по кёрлингу на колясках 2023 Ричмонд, Канада, 4–12 марта                     | Чемпионат мира по кёрлингу на колясках 2023 Ричмонд, Канада, 4–12 марта                     | Чемпионат мира по кёрлингу на колясках 2023 Ричмонд, Канада, 4–12 марта                     | Китай (Ван Хайтао)                      | Канада (Марк Айдесон)                    | Шотландия (Хью Нибли)                       |
| Чемпионат мира по кёрлингу на колясках среди смешанных пар 2023 Ричмонд, Канада, 4–12 марта | Чемпионат мира по кёрлингу на колясках среди смешанных пар 2023 Ричмонд, Канада, 4–12 марта | Чемпионат мира по кёрлингу на колясках среди смешанных пар 2023 Ричмонд, Канада, 4–12 марта | Латвия (Полина Рожкова / Агрис Ласманс) | США (Пэм Уилсон / Дэвид Самса)           | Канада (Коллинда Джозеф / Деннис Тиссен)    |
| Чемпионат мира по кёрлингу среди женщин 2023 Сандвикен, Швеция, 18–26 марта                 | Чемпионат мира по кёрлингу среди женщин 2023 Сандвикен, Швеция, 18–26 марта                 | Чемпионат мира по кёрлингу среди женщин 2023 Сандвикен, Швеция, 18–26 марта                 | Швейцария (Сильвана Тиринцони)          | Норвегия (Марианне Рёрвик)               | Канада (Керри Эйнарсон)                     |
| Чемпионат мира по кёрлингу среди мужчин 2023 Оттава, Канада, 1–9 апреля                     | Чемпионат мира по кёрлингу среди мужчин 2023 Оттава, Канада, 1–9 апреля                     | Чемпионат мира по кёрлингу среди мужчин 2023 Оттава, Канада, 1–9 апреля                     | Шотландия (Брюс Моуэт)                  | Канада (Брэд Гушу)                       | Швейцария (Янник Шваллер)                   |
| Чемпионат мира по кёрлингу среди смешанных пар 2023 Каннын, Южная Корея, 22–29 апреля       | Чемпионат мира по кёрлингу среди смешанных пар 2023 Каннын, Южная Корея, 22–29 апреля       | Чемпионат мира по кёрлингу среди смешанных пар 2023 Каннын, Южная Корея, 22–29 апреля       | США (Кори Тиес / Кори Дропкин)          | Япония (Тиаки Мацумура / Ясумаса Танида) | Норвегия (Мартине Рённинг / Матиас Бранден) |
| Чемпионат мира по кёрлингу среди ветеранов 2023 Каннын, Южная Корея, 22–29 апреля           | Чемпионат мира по кёрлингу среди ветеранов 2023 Каннын, Южная Корея, 22–29 апреля           | М                                                                                           | Канада                                  | Шотландия                                | Швейцария                                   |
| Чемпионат мира по кёрлингу среди ветеранов 2023 Каннын, Южная Корея, 22–29 апреля           | Чемпионат мира по кёрлингу среди ветеранов 2023 Каннын, Южная Корея, 22–29 апреля           | Ж                                                                                           | Канада                                  | Шотландия                                | Япония                                      |
| Чемпионат Европы по кёрлингу 2023 (Группа C) Дамфрис, Шотландия, 29 апреля – 6 мая          | C                                                                                           | M                                                                                           | Украина                                 | Лихтенштейн                              | Польша                                      |
| Чемпионат Европы по кёрлингу 2023 (Группа C) Дамфрис, Шотландия, 29 апреля – 6 мая          | C                                                                                           | Ж                                                                                           | Польша                                  | Словакия                                 | Ирландия                                    |

### Квалификации
| Турнир                                                                                                  | Квалифицировались                    |
| --- | ------------------------------------ |
| Чемпионат мира по кёрлингу среди смешанных пар 2023 (квалификация 2022) Дамфрис, Шотландия, 2–7 декабря | Австрия, Испания, Нидерланды, Турция |

## Турниры Федерации кёрлинга России
| Турнир                                                                       | Турнир                                                                       | Турнир                                                                       | Золото                                                   | Серебро                                                               | Бронза                                                               |
| ---------------------------------------------------------------------------- | ---------------------------------------------------------------------------- | ---------------------------------------------------------------------------- | -------------------------------------------------------- | --------------------------------------------------------------------- | -------------------------------------------------------------------- |
| Кубок России по кёрлингу среди смешанных команд 2022 Иркутск, 25—29 августа  | Кубок России по кёрлингу среди смешанных команд 2022 Иркутск, 25—29 августа  | Кубок России по кёрлингу среди смешанных команд 2022 Иркутск, 25—29 августа  | Санкт-Петербург 3 (Алексей Тимофеев)                     | Санкт-Петербург 1 (Олег Красиков)                                     | Новосибирская область (Иван Казачков)                                |
| Кубок России по кёрлингу среди смешанных пар 2022 Иркутск, 1—4 сентября      | Кубок России по кёрлингу среди смешанных пар 2022 Иркутск, 1—4 сентября      | Кубок России по кёрлингу среди смешанных пар 2022 Иркутск, 1—4 сентября      | Красноярский край 1 (Кристина Дудко / Владислав Величко) | Иркутская область - Комсомолл 1 (Елизавета Трухина / Николай Лысаков) | Санкт-Петербург 2 (Нкеирука Езех / Олег Красиков)                    |
| Кубок России по кёрлингу среди мужчин 2022 Самара, 4—8 декабря               | Кубок России по кёрлингу среди мужчин 2022 Самара, 4—8 декабря               | Кубок России по кёрлингу среди мужчин 2022 Самара, 4—8 декабря               | Московская область 1 (Александр Ерёмин)                  | Иркутская область - Комсомолл 1 (Михаил Власенко)                     | Краснодарский край (Сергей Глухов)                                   |
| Кубок России по кёрлингу среди женщин 2022 Самара, 10—14 декабря             | Кубок России по кёрлингу среди женщин 2022 Самара, 10—14 декабря             | Кубок России по кёрлингу среди женщин 2022 Самара, 10—14 декабря             | Санкт-Петербург 3 (Алина Ковалёва)                       | УОР 2 - Санкт-Петербург 4 (Диана Маргарян)                            | Краснодарский край 2 (Анна Сидорова)                                 |
| Кубок России по кёрлингу на колясках 2022 Новосибирск, 17—22 декабря         | Кубок России по кёрлингу на колясках 2022 Новосибирск, 17—22 декабря         | Кубок России по кёрлингу на колясках 2022 Новосибирск, 17—22 декабря         | Сб. Краснодарского края (Андрей Смирнов)                 | Москва (Константин Курохтин)                                          | СПб ГБУ СШОР «ШВСМ по ЗВС» 2 (Санкт-Петербург; Николай Якушкин)      |
| Чемпионат России по кёрлингу среди смешанных пар 2023 Сочи, 19–26 января     | Чемпионат России по кёрлингу среди смешанных пар 2023 Сочи, 19–26 января     | Чемпионат России по кёрлингу среди смешанных пар 2023 Сочи, 19–26 января     | Санкт-Петербург 2 (Нкеирука Езех / Олег Красиков)        | Санкт-Петербург 1 (Алина Ковалёва / Алексей Тимофеев)                 | Комсомолл 1 (Иркутская область; Елизавета Трухина / Николай Лысаков) |
| Первенство России по кёрлингу среди юниорок до 22 лет 2023 Сочи, 16–23 марта | Первенство России по кёрлингу среди юниорок до 22 лет 2023 Сочи, 16–23 марта | Первенство России по кёрлингу среди юниорок до 22 лет 2023 Сочи, 16–23 марта | Комсомолл 1 (Иркутская область; Елизавета Трухина)       | Новосибирская область 1 (Александра Стояросова)                       | Москва 1 (Ксения Новикова)                                           |
| Первенство России по кёрлингу среди юниоров до 22 лет 2023 Сочи, 23–30 марта | Первенство России по кёрлингу среди юниоров до 22 лет 2023 Сочи, 23–30 марта | Первенство России по кёрлингу среди юниоров до 22 лет 2023 Сочи, 23–30 марта | Сб. Москвы (Насонов)                                     | Санкт-Петербург 1 (Лясников)                                          | Комсомолл 1 (Иркутская область; Власенко)                            |
| Чемпионат России по кёрлингу среди женщин 2023 Сочи, 4–12 апреля             | Чемпионат России по кёрлингу среди женщин 2023 Сочи, 4–12 апреля             | Чемпионат России по кёрлингу среди женщин 2023 Сочи, 4–12 апреля             | Краснодарский край 2 (Анна Сидорова)                     | Санкт-Петербург 2 (Алина Ковалёва)                                    | Московская область 1 (Влада Румянцева)                               |
| Чемпионат России по кёрлингу среди мужчин 2023 Сочи, 12–20 апреля            | Чемпионат России по кёрлингу среди мужчин 2023 Сочи, 12–20 апреля            | Чемпионат России по кёрлингу среди мужчин 2023 Сочи, 12–20 апреля            | Санкт-Петербург 1 (Алексей Тимофеев)                     | Комсомолл 1 (Иркутская область; Михаил Власенко)                      | Санкт-Петербург 2 (Олег Красиков)                                    |
| Чемпионат России по кёрлингу на колясках 2023 Новосибирск, 20–28 апреля      | Чемпионат России по кёрлингу на колясках 2023 Новосибирск, 20–28 апреля      | Чемпионат России по кёрлингу на колясках 2023 Новосибирск, 20–28 апреля      | Москва (Константин Курохтин)                             | Московская область (Валерий Ульянов)                                  | Красноярский край 1 (Евгений Сапетов)                                |
| Чемпионат России по кёрлингу среди смешанных команд 2023 Иркутск, 17–23 мая  | Чемпионат России по кёрлингу среди смешанных команд 2023 Иркутск, 17–23 мая  | Чемпионат России по кёрлингу среди смешанных команд 2023 Иркутск, 17–23 мая  | Московская область 1 (Михаил Васьков)                    | Иркутская область — Комсомолл 1 (Елизавета Трухина)                   | Новосибирская область 2 (Константин Козич)                           |

## Национальные турниры

### Австралия
| Турнир                                                                        | Золото                 | Серебро                             | Бронза                           |
| ----------------------------------------------------------------------------- | ---------------------- | ----------------------------------- | -------------------------------- |
| Чемпионат Австралии по кёрлингу среди мужчин 2022 Несби, 15–19 августа        | Джей Мерчант           | Хью Милликин                        | Jonathan Imlah                   |
| Чемпионат Австралии по кёрлингу среди женщин 2022 Несби, 15–19 августа        | Дженнифер Уэстхейген   | Тали Гилл                           | Хелен Уильямс                    |
| Чемпионат Австралии по кёрлингу среди смешанных пар 2022 Несби, 15–18 декабря | Тали Гилл / Дин Хьюитт | Дженнифер Уэстхейген / Мэтт Панусси | Jessica Boersen / Nathan Francey |

### Бразилия
| Турнир                                                                          | Золото                        | Серебро                         | Бронза                                                      |
| ------------------------------------------------------------------------------- | ----------------------------- | ------------------------------- | ----------------------------------------------------------- |
| Чемпионат Бразилии по кёрлингу среди мужчин 2022 Сан-Паулу, 7–10 августа        | Marcelo Mello                 | Felipe Pires                    | —                                                           |
| Чемпионат Бразилии по кёрлингу среди смешанных пар 2022 Сан-Паулу, 7–10 августа | Isis Oliveira / Marcelo Mello | Elen Naomi Sumi / Ricardo Losso | Fernanda Tieme / Sergio Vilela Lenise Souza / Клаудио Алвес |

### Дания
| Турнир                                                                       | Золото                                                                                  | Серебро                    | Бронза                          |
| ---------------------------------------------------------------------------- | --------------------------------------------------------------------------------------- | -------------------------- | ------------------------------- |
| Чемпионат Дании по кёрлингу среди мужчин 2023                                | Микаэль Квист, Тобиас Туне, Оливер Сё, Кристиан Туне                                    | ?                          | ?                               |
| Чемпионат Дании по кёрлингу среди женщин 2023                                | Мадлен Дюпон, Матильда Хальсе, Дениз Дюпон, Мю Холлингер Ларсен, запасной: Ясмин Ландер | ?                          | ?                               |
| Чемпионат Дании по кёрлингу среди смешанных пар 2023 Гентофте, 3 - 5 февраля | Ясмин Ландер / Хенрик Хольтерман                                                        | Sarah Clifford / Оливер Сё | Katrine Schmidt / Jacob Schmidt |

### Италия
| Турнир                                                                                  | Золото | Серебро | Бронза                                                                                                  |
| --------------------------------------------------------------------------------------- | --- | --- | --- |
| Чемпионат Италии по кёрлингу среди мужчин 2023 12 ноября 2022 — 6 марта 2023            | Жоэль Реторна, Амос Мозанер, Себастьяно Арман, Маттия Джованелла, запасные: Симоне Гонин, Luca Rizzolli                                                 | Джакомо Колли, Alberto Zisa, Франческо де Дзанна, Edoardo Alfonsi, запасной: Alberto Cavallero, тренер: Диана Гаспари                                     | Fabio Sola, Marco Onnis, Марко Паскале, Graziano Iacovetti, тренер: Stefano Perucca                     |
| Чемпионат Италии по кёрлингу среди женщин 2023 12 ноября 2022 — 5 марта 2023            | Стефания Константини, Марта Ло Дезерто, Анджела Ромеи, Джулия Дзардини Лачеделли, тренер: Виолетта Кальдарт                                             | Денизе Пимпини, Emanuela Matino, Лукреция Лауренти, Roberta Giulianella Vergagni, запасной: Elisa Marten Perolino                                         | Giada Mosaner, Кьяра Дзанотелли, Manuela Serafini, Orietta Zanotelli, запасной: Кьяра Оливьери          |
| Чемпионат Италии по кёрлингу среди смешанных пар 2023 Пинероло, 11—12 марта             | Стефания Константини / Себастьяно Арман | Джулия Дзардини Лачеделли / Франческо де Дзанна | Алиса Кобелли / Амос Мозанер                                                                            |
| Чемпионат Италии по кёрлингу среди смешанных команд 2023 19 ноября 2022 — 2 апреля 2023 | Mole2020 Mixed Альберто Пимпини, Barbara Gentile, Eugenio Molinatti, Арианна Лозано, запасной: Amanda Bianchi, тренеры: Amanda Bianchi, Stefano Perucca | C.C. Pinerolo Mixed Симоне Гонин, Emanuela Cavallo, Davide Forchino, Roberta Tosel, запасные: Rebecca Dezzani, Lorenzo Maurino, тренер: Lucilla Macchiati | Virtus Piemonte Mixed Fabio Sola, Денизе Пимпини, Марко Паскале, Emanuela Matino, запасной: Marco Onnis |

### Канада
| Турнир                                                                                          | Турнир                                                                                          | Золото                                             | Серебро                                                      | Бронза                                                       |
| ----------------------------------------------------------------------------------------------- | ----------------------------------------------------------------------------------------------- | -------------------------------------------------- | ------------------------------------------------------------ | ------------------------------------------------------------ |
| PointsBet Invitational 2022 Фредериктон, Нью-Брансуик, 21–25 сентября                           | М                                                                                               | Манитоба (Рид Карразерс)                           | Манитоба (Мэтт Данстон)                                      | —                                                            |
| PointsBet Invitational 2022 Фредериктон, Нью-Брансуик, 21–25 сентября                           | Ж                                                                                               | Манитоба (Дженнифер Джонс)                         | Альберта (Кристи Мур)                                        | —                                                            |
| Квалификация к Зимней Универсиаде 2023 Оттава, Онтарио, 22–25 сентября                          | М                                                                                               | Dalhousie Tigers (Owen Purcell)                    | Wilfrid Laurier Golden Hawks (Mooibroek)                     | Alberta Golden Bears (Ryan Jacques)                          |
| Квалификация к Зимней Универсиаде 2023 Оттава, Онтарио, 22–25 сентября                          | Ж                                                                                               | Alberta Pandas (Abby Marks)                        | Regina Rams (Englot)                                         | Waterloo Warriors (Ford)                                     |
| Чемпионат Канады по кёрлингу среди смешанных команд 2022 Принс-Альберт, Саскачеван, 6–12 ноября | Чемпионат Канады по кёрлингу среди смешанных команд 2022 Принс-Альберт, Саскачеван, 6–12 ноября | Квебек (Феликс Асселен)                            | Северное Онтарио (Тревор Бонот)                              | Северо-Западные территории (Джейми Куи)                      |
| Чемпионат Канады по кёрлингу среди клубов 2022 Эдмонтон, Альберта, 20–26 ноября                 | М                                                                                               | Онтарио (Balsdon)                                  | Квебек (Gibeau)                                              | Альберта (Johnson)                                           |
| Чемпионат Канады по кёрлингу среди клубов 2022 Эдмонтон, Альберта, 20–26 ноября                 | Ж                                                                                               | Нью-Брансуик (Park)                                | Онтарио (Cadorin)                                            | Новая Шотландия (Harrison)                                   |
| Чемпионат Канады по кёрлингу среди ветеранов 2022 Ярмут, Новая Шотландия, 4–10 декабря          | М                                                                                               | Онтарио (Howard Rajala)                            | Альберта (James Pahl)                                        | Манитоба (Randy Neufeld)                                     |
| Чемпионат Канады по кёрлингу среди ветеранов 2022 Ярмут, Новая Шотландия, 4–10 декабря          | Ж                                                                                               | Саскачеван (Шерри Андерсон)                        | Квебек (Chantal Osborne)                                     | Новая Шотландия (Theresa Breen)                              |
| Чемпионат Канады по кёрлингу U18 2022 Тимминс, Онтарио, 6–11 февраля                            | М                                                                                               | Альберта-2 (Davies)                                | Новая Шотландия-1 (Mosher)                                   | Новая Шотландия-2 (MacIsaac)                                 |
| Чемпионат Канады по кёрлингу U18 2022 Тимминс, Онтарио, 6–11 февраля                            | Ж                                                                                               | Альберта-1 (Plett)                                 | Нью-Брансуик-2 (Forsythe)                                    | Новая Шотландия-2 (Blades)                                   |
| Чемпионат Канады по кёрлингу среди женщин 2023 Камлупс, Британская Колумбия, 17–26 февраля      | Чемпионат Канады по кёрлингу среди женщин 2023 Камлупс, Британская Колумбия, 17–26 февраля      | Канада (Керри Эйнарсон)                            | Манитоба (Дженнифер Джонс)                                   | Северное Онтарио (Криста Маккарвилл)                         |
| Чемпионат Канады по кёрлингу среди мужчин 2023 Лондон, Онтарио, 3–12 марта                      | Чемпионат Канады по кёрлингу среди мужчин 2023 Лондон, Онтарио, 3–12 марта                      | Канада (Брэд Гушу)                                 | Манитоба (Мэттью Данстон)                                    | WC Уайлд-кард-1 (Брендан Боттчер)                            |
| Чемпионат Канады по кёрлингу на колясках 2023 Мус-Джо, Саскачеван, 19 – 25 марта                | Чемпионат Канады по кёрлингу на колясках 2023 Мус-Джо, Саскачеван, 19 – 25 марта                | Северное Онтарио (Dean)                            | Саскачеван-1 (Dash)                                          | Альберта-1 (Smart)                                           |
| Чемпионат Канады по кёрлингу среди юниоров 2023 Руэн-Норанда, Квебек, 25 марта – 2 апреля       | М                                                                                               | Альберта-2 (Tao)                                   | Северное Онтарио-1 (Burgess)                                 | Манитоба-1 (McDonald)                                        |
| Чемпионат Канады по кёрлингу среди юниоров 2023 Руэн-Норанда, Квебек, 25 марта – 2 апреля       | Ж                                                                                               | Альберта-1 (Plett)                                 | Ньюфаундленд и Лабрадор-1 (Mitchell)                         | Манитоба-1 (Terrick)                                         |
| Чемпионат Канады по кёрлингу среди смешанных пар 2023 Садбери, Онтарио, 21—26 марта             | Чемпионат Канады по кёрлингу среди смешанных пар 2023 Садбери, Онтарио, 21—26 марта             | Дженнифер Джонс / Брент Лэинг                      | Джоселин Петерман / Бретт Галлант                            | Рейчел Хоман / Тайлер Тарди Brittany Tran / Aaron Sluchinski |
| Чемпионат Канады по кёрлингу среди университетов 2023 Садбери, Онтарио, 15—19 марта             | М                                                                                               | Wilfrid Laurier Golden Hawks (Mooibroek, Онтарио)  | Dalhousie Tigers (McEachren, Новая Шотландия)                | Queen's Golden Gaels (Purdy, Онтарио)                        |
| Чемпионат Канады по кёрлингу среди университетов 2023 Садбери, Онтарио, 15—19 марта             | Ж                                                                                               | Alberta Pandas (Gray-Withers, Альберта)            | Dalhousie Tigers (Callaghan, Новая Шотландия)                | Laurentian University (Croisier, Онтарио)                    |
| Чемпионат Канады по кёрлингу среди колледжей 2023 Садбери, Онтарио, 15—19 марта                 | М                                                                                               | Humber College (Dobson, Онтарио)                   | Southern Alberta Institute of Technology (Helston, Альберта) | Mohawk College (Jones, Онтарио)                              |
| Чемпионат Канады по кёрлингу среди колледжей 2023 Садбери, Онтарио, 15—19 марта                 | Ж                                                                                               | Augustana University College (Zimmerman, Альберта) | Niagara College (Randell, Онтарио)                           | Concordia University of Edmonton (Wood Альберта)             |

### Латвия
источник:
| Турнир                                                                               | Турнир                                                                               | Золото | Серебро | Бронза |
| ------------------------------------------------------------------------------------ | ------------------------------------------------------------------------------------ | --- | --- | --- |
| Чемпионат Латвии по кёрлингу среди смешанных команд 2023 Рига, 12—15 января          | Чемпионат Латвии по кёрлингу среди смешанных команд 2023 Рига, 12—15 января          | CC Riga (Арнис Вейдеманис, Эвелина Бароне, Roberts Buncis, Дайна Бароне)                                                                         | SK OB (Kristaps Zass, Agate Regza, Toms Sondors, Marija Seliverstova)                                                  | SK OB (Ансис Регжа, Даце Регжа, Айварс Пурмалис, Dace Zile)                                                 |
| Чемпионат Латвии по кёрлингу на колясках среди смешанных пар 2023 Рига, 16—19 января | Чемпионат Латвии по кёрлингу на колясках среди смешанных пар 2023 Рига, 16—19 января | Полина Рожкова / Александрс Димбовскис | Diāna Ponaskova / Агрис Ласманс                                                                                        | Ieva Melle / Оярс Бриедис                                                                                   |
| Чемпионат Латвии по кёрлингу среди смешанных пар 2023 Рига, 15—19 февраля            | Чемпионат Латвии по кёрлингу среди смешанных пар 2023 Рига, 15—19 февраля            | VKK (Вентспилс), Санта Блумберга-Берзиня / Андрис Бреманис                                                                                       | SK OB (Рига), Эвита Регжа / Ренарс Фрейденсонс                                                                         | A41 (Рига), Līga Avena / Айварс Авотиньш                                                                    |
| Чемпионат Латвии по кёрлингу среди юниоров 2023 Рига, 13—17 марта                    |                                                                                      | | | |
| Чемпионат Латвии по кёрлингу среди женщин 2023 Рига, 19—23 апреля                    | Чемпионат Латвии по кёрлингу среди женщин 2023 Рига, 19—23 апреля                    | JKK / Barone (Эвелина Бароне, Rēzija Ieviņa, Veronika Apse, Ērika Patrīcija Bitmete, запасная: Marija Seļiverstova, тренер: Ивета Сташа-Шаршуне) | VKK / Blumberga-Bērziņa (Санта Блумберга-Берзиня, Ева Рудзите, Тина Силиня, Katrīna Gaidule, запасная: Betija Gulbe)   | KKR / Barone (Дайна Бароне, Līga Avena, Zane Ilze Brakovska, Sabīne Jeske, тренер: Айварс Авотиньш)         |
| Чемпионат Латвии по кёрлингу на колясках 2023 Рига, 25—27 апреля                     | Чемпионат Латвии по кёрлингу на колясках 2023 Рига, 25—27 апреля                     | KKR / Briedis (Оярс Бриедис, Сергей Дьяченко, Агрис Ласманс, Linda Meijere, запасной: Jūlija Pavlovska-Killiane, тренер: Арнис Вейдеманис)       | Alliance / Rožkova (Полина Рожкова, Aleksandrs Vitohins, Krists Mickēvičs, Gaļina Pavlova, запасной: Ruslans Harčenko) | — |
| Чемпионат Латвии по кёрлингу среди мужчин 2023 Рига, 4—7 мая                         | Чемпионат Латвии по кёрлингу среди мужчин 2023 Рига, 4—7 мая                         | CC Rīga / Trukšāns (Mārtiņš Trukšāns, Jānis Klīve, Айварс Авотиньш, Sandris Buholcs, запасной: Карлис Смилга)                                    | A41 / Gulbis (Ритварс Гулбис, Артис Зентелис, Roberts Buncis, Anrijs Briežkalns)                                       | CC Rīga / Veidemanis (Арнис Вейдеманис, Krišs Vonda, Jānis Vonda, Didzis Pētersons, запасной: Рихардс Еске) |

### Нидерланды
| Турнир                                                                              | Золото                         | Серебро                          | Бронза |
| ----------------------------------------------------------------------------------- | ------------------------------ | -------------------------------- | ------ |
| Чемпионат Нидерландов по кёрлингу среди смешанных пар 2022 Зутермер, 23–25 сентября | Лисенка Бомас / Ваутер Госгенс | Ванесса Тоноли / Александр Маган | —      |

### Новая Зеландия
| Турнир                                                                              | Золото                  | Серебро                  | Бронза                    |
| ----------------------------------------------------------------------------------- | ----------------------- | ------------------------ | ------------------------- |
| Чемпионат Новой Зеландии по кёрлингу среди смешанных команд 2022 Окленд, 5–6 июня   | Бретт Саргон            | Dean Fotti               | William Sheard            |
| Чемпионат Новой Зеландии по кёрлингу среди мужчин 2022 Несби, 16–19 июня            | Шон Бекер               | Питер де Бур             | Антон Худ                 |
| Чемпионат Новой Зеландии по кёрлингу среди женщин 2022 Несби, 16–19 июня            | Джессика Смит           | Элеанор Адвьенто         | Michelle Bong             |
| Чемпионат Новой Зеландии по кёрлингу среди смешанных пар 2022 Несби, 22—25 сентября | Кортни Смит / Антон Худ | Джессика Смит / Бен Смит | Бриджет Бекер / Шон Бекер |

### Норвегия
источник:
| Турнир                                                                            | Турнир                                                                            | Золото | Серебро | Бронза |
| --------------------------------------------------------------------------------- | --------------------------------------------------------------------------------- | --- | --- | --- |
| Чемпионат Норвегии по кёрлингу среди смешанных пар 2023 Хёугесунн, 27—29 января   | Чемпионат Норвегии по кёрлингу среди смешанных пар 2023 Хёугесунн, 27—29 января   | Мартине Рённинг / Матиас Бранден | Майя Рамсфьелл / Магнус Рамсфьелл                                                                                            | Ингвиль Скага / Nicolai Sommervold                                                                             |
| Чемпионат Норвегии по кёрлингу среди мужчин 2023 Оппдал, 9—12 марта               | Чемпионат Норвегии по кёрлингу среди мужчин 2023 Оппдал, 9—12 марта               | Trondheim CK (Тронхейм) (Магнус Рамсфьелл, Мартин Сесакер, Бендик Рамсфьелл, Гауте Непстад)                                                               | Lillehammer CK (Лиллехаммер) (Grunde Burås, Lukas Høstmælingen, Tinius Nordbye, Magnus Lillebø, запасной: Sander Lunde Moen) | Oppdal CK (Оппдал) (Стеффен Вальстад, Торгер Нергор, Матиас Бранден, Магнус Вогберг, запасной: Anders Bjørgum) |
| Чемпионат Норвегии по кёрлингу среди женщин 2023 Лиллехаммер, 10—12 марта         | Чемпионат Норвегии по кёрлингу среди женщин 2023 Лиллехаммер, 10—12 марта         | Lillehammer CK (Лиллехаммер) (Кристин Скаслиен, Марианне Рёрвик, Милле Хаслев Нурбю, Мартине Рённинг)                                                     | Stabekk/Halden (Стабек, Халден) (Ингвиль Скага, Marina Hauser, Victoria Hewitt Johansen, Anne Grethe Hewitt)                 | Oppdal CK (Оппдал) (Эйрин Месло, Туриль Бьёрнстад, Nora Ostgard, Ингеборг Форбрегд)                            |
| Чемпионат Норвегии по кёрлингу среди юниоров 2023 Лиллехаммер, 24—26 марта        | М                                                                                 | | | |
| Чемпионат Норвегии по кёрлингу среди юниоров 2023 Лиллехаммер, 24—26 марта        | Ж                                                                                 | | | |
| Чемпионат Норвегии по кёрлингу среди ветеранов 2023 Осло, 24—26 марта             | М                                                                                 | | | |
| Чемпионат Норвегии по кёрлингу среди ветеранов 2023 Осло, 24—26 марта             | Ж                                                                                 | | | |
| Чемпионат Норвегии по кёрлингу среди смешанных команд 2023 Тронхейм, 21—23 апреля | Чемпионат Норвегии по кёрлингу среди смешанных команд 2023 Тронхейм, 21—23 апреля | Lag Walstad, Oppdal CK (Оппдал) / Lillehammer CK (Лиллехаммер) / Bygdøy CC (Осло) Стеффен Вальстад, Майя Рамсфьелл, Tinius H. Nordbye, Милле Хаслев Нурбю | Lag Hårstad, Oppdal CK (Оппдал) Андреас Хорстад, Эйрин Месло, Вильгельм Несс, Nina Aune                                      | Lag Skaga, Stabekk CK (Стабек) Ингвиль Скага, Nicolai Sommervold, Marina Hauser, Sebastian Warmdahl            |

### Республика Корея
| Турнир                                                                              | Золото                     | Серебро                | Бронза                  |
| ----------------------------------------------------------------------------------- | -------------------------- | ---------------------- | ----------------------- |
| Чемпионат Республики Корея по кёрлингу среди мужчин 2022 Чинчхон, 11—17 июня        | Чон Бён Джин               | Ким Чхан Мин           | Чон Ён Сок              |
| Чемпионат Республики Корея по кёрлингу среди женщин 2022 Чинчхон, 11—17 июня        | Ха Сын Ён                  | Ким Ынджи              | Shin Ga-yeong           |
| Чемпионат Республики Корея по кёрлингу среди смешанных пар 2022 Чинчхон, 12—15 июля | Kim Ji-yoon / Чон Бён Джин | Kim Eun-bi / Ю Мин Хён | Ким Сон Ён / Чон Ён Сок |

### США
| Турнир                                                                                                  | Турнир                                                                                                  | Золото                                                                                   | Серебро                                                                                 | Бронза                                                                         |
| --- | --- | ---------------------------------------------------------------------------------------- | --------------------------------------------------------------------------------------- | ------------------------------------------------------------------------------ |
| Чемпионат США по кёрлингу на колясках среди смешанных пар 2022—2023 Hartland (Висконсин), 15—18 декабря | Чемпионат США по кёрлингу на колясках среди смешанных пар 2022—2023 Hartland (Висконсин), 15—18 декабря | Пэм Уилсон / Дэвид Самса                                                                 | Лора Дуайер / Shawn Sadowski                                                            | Terri Meadows / David Box                                                      |
| Чемпионат США по кёрлингу среди женщин 2023 Денвер, 5-11 февраля                                        | Чемпионат США по кёрлингу среди женщин 2023 Денвер, 5-11 февраля                                        | Табита Питерсон, Кори Тиес, Бекка Хэмилтон, Тара Питерсон (Сент-Пол, Миннесота)          | Delaney Strouse, Anne O'Hara, Sydney Mullaney, Rebecca Rodgers (Миннеаполис, Миннесота) | Сара Андерсон, Тейлор Андерсон, Lexi Lanigan, Aileen Geving (Часка, Миннесота) |
| Чемпионат США по кёрлингу среди мужчин 2023 Денвер, 5-11 февраля                                        | Чемпионат США по кёрлингу среди мужчин 2023 Денвер, 5-11 февраля                                        | Джон Шустер, Крис Плайс, Мэтт Хэмилтон, Джон Лендстейнер (Дулут, Миннесота)              | Daniel Casper, Luc Violette, Ben Richardson, Chase Sinnett, (Часка, Миннесота)          | Кори Дропкин, Эндрю Стопера, Марк Феннер, Том Хауэлл, (Часка, Миннесота)       |
| Чемпионат США по кёрлингу среди смешанных пар 2023 Каламазу, 28 февраля — 5 марта                       | Чемпионат США по кёрлингу среди смешанных пар 2023 Каламазу, 28 февраля — 5 марта                       | Кори Тиес / Кори Дропкин                                                                 | Сара Андерсон / Эндрю Стопера                                                           | Вики Персингер / Крис Плайс, Тейлор Андерсон / Ben Richardson                  |
| Чемпионат США по кёрлингу среди юниоров 2023 U21 Вэйланд, 3—8 апреля                                    | М |                                                                                          |                                                                                         |                                                                                |
| Чемпионат США по кёрлингу среди юниоров 2023 U21 Вэйланд, 3—8 апреля                                    | Ж |                                                                                          |                                                                                         |                                                                                |
| Чемпионат США по кёрлингу среди смешанных команд 2023 Денвер, 12—16 апреля                              | Чемпионат США по кёрлингу среди смешанных команд 2023 Денвер, 12—16 апреля                              | Jed Brundidge, Bella Hagenbuch, Cameron Rittenour, Mae Hagenbuch, тренер: Kate Hagenbuch | Mike Siggins, Claire Blaske, Sean Franey, BriAnna Weldon, тренер: Brett Kury            | Питер Столт, Морин Столт, Эван Дженсен, Kim Roden                              |

### Финляндия
| Турнир | Турнир | Золото                                                                                    | Серебро | Бронза                                                                                      |
| --- | --- | ----------------------------------------------------------------------------------------- | --- | ------------------------------------------------------------------------------------------- |
| Чемпионат Финляндии по кёрлингу среди женщин 2023 Йоэнсуу, 17—19 февраля                                                        | Чемпионат Финляндии по кёрлингу среди женщин 2023 Йоэнсуу, 17—19 февраля                                                        | Miia Ahrenberg, Minna Karvinen, Tuuli Rissanen, Тиина Суурипяя                            | Emmi Lindroos, Марьо Хиппи, Hanna Immonen, Майя Салмиовирта                                                     | Элина Виртаала, Jenni Bäckman, Janina Lindström, Olivia Ollikainen, тренер: Ville Forsström |
| Чемпионат Финляндии по кёрлингу среди смешанных пар 2023 Йоэнсуу, 6—8 января, 24—26 февраля                                     | Чемпионат Финляндии по кёрлингу среди смешанных пар 2023 Йоэнсуу, 6—8 января, 24—26 февраля                                     | Лотта Иммонен / Маркус Сипиля                                                             | Элина Виртаала / Ville Forsström                                                                                | Тиина Суурипяя / Томи Рантамяки                                                             |
| Чемпионат Финляндии по кёрлингу среди мужчин 2023 Харьявалта, 16—18 декабря 2022, Турку, 3—5 февраля, Йоэнсуу, 17—19 марта 2023 | Чемпионат Финляндии по кёрлингу среди мужчин 2023 Харьявалта, 16—18 декабря 2022, Турку, 3—5 февраля, Йоэнсуу, 17—19 марта 2023 | Калле Киискинен, Пааво Куосманен, Ville Lehmuskoski, Jouni Mikkonen, запасной: Теему Сало | Matias Hänninen, Ville Forsström, Johannes Jauhiainen, Jere Karlsson, запасной: Лео Оуни, тренер: Jami Heikkilä | Йерму Пёллянен, Janne Ojanperä, Juha Pääjärvi, Jere Sullanmaa, запасной: Iikko Säntti       |

### Чехия
источник:
| Турнир                                                                     | Турнир                                                                  | Золото | Серебро | Бронза |
| -------------------------------------------------------------------------- | ----------------------------------------------------------------------- | --- | --- | --- |
| Чемпионат Чехии по кёрлингу среди смешанных пар 2023 Прага, 4—7 февраля    | Чемпионат Чехии по кёрлингу среди смешанных пар 2023 Прага, 4—7 февраля | Dion WC Юлия Зелингрова / Вит Хабичовский, тренер: Якуб Бареш | Dion GG Kristýna Farková / David Jakl, тренер: Petr Horák                                                                 | Zbraslav Z Каролина Фредериксен / Tomáš Válek                                                                              |
| Чемпионат Чехии по кёрлингу среди мужчин 2023 Прага, 16—21 февраля         | Чемпионат Чехии по кёрлингу среди мужчин 2023 Прага, 16—21 февраля      | Zbraslav Klíma Лукаш Клима, Радек Богач, Марек Черновский, Мартин Юрик, запасной: Лукаш Клипа, тренер: Jan Zelingr                                                      | Kolibris NG Давид Шик, Erik Šik, Jakub Hanák, Jakub Rychlý, запасные: Milan Polívka, Kryštof Tabery                       | Zbraslav OH Karel Klíma, Томаш Паул, Ян Седлар, Jakub Skála, запасной: Martin Mulač, тренер: Томаш Паул                    |
| Чемпионат Чехии по кёрлингу среди женщин 2023 Прага, 16—21 февраля         | Чемпионат Чехии по кёрлингу среди женщин 2023 Прага, 16—21 февраля      | Liboc 3 Aneta Müllernová, Альжбета Анна Зелингрова, Клара Сватонёва, Михаэла Баудишова, запасные: Анна Кубешкова, Эжен Колчевская, Петра Винсова, тренер: Карел Кубешка | Savona H Гана Синачкова, Мартина Стрнадова, Eliška Srnská, Каролина Фредериксен, запасные: Линда Климова, Lenka Vokounová | Savona M Eliška Soukupová, Яна Начерадская, Eva Miklíková, Lenka Hronová, Sabina Horská, Iveta Janatová, Markéta Taberyová |
| Чемпионат Чехии по кёрлингу среди смешанных команд 2023 Брно, 28—30 апреля |                                                                         | | | |

### Швейцария
источник:
| Турнир                                                                                      | Турнир                                                                                      | Золото | Серебро | Бронза |
| ------------------------------------------------------------------------------------------- | ------------------------------------------------------------------------------------------- | --- | --- | --- |
| Чемпионат Швейцарии по кёрлингу среди смешанных пар на колясках 2023 Ветцикон, 27—29 января | Чемпионат Швейцарии по кёрлингу среди смешанных пар на колясках 2023 Ветцикон, 27—29 января | Albeina Basel-Wetzikon (Beatrix Blauel / Marcel Bodenmann)                                                                                                  | Wetzikon 1 (Kathryn Heiniger / Werner Locher. тренер: Markus Fanti)                                                                                        | Oberwallis-Lausanne Olympique (Франсуаза Жакеро / Eric Décorvet)                                                                                            |
| Чемпионат Швейцарии по кёрлингу на колясках 2023 Санкт-Галлен, 2—5 февраля                  | Чемпионат Швейцарии по кёрлингу на колясках 2023 Санкт-Галлен, 2—5 февраля                  | Oberwallis (Франсуаза Жакеро, Ханс Бургенер, Léo Gottet, Patrick Delacretaz)                                                                                | Wetzikon (Marcel Bodenmann, Harry Pavel, Oskar Thomann, Marlise Schwitter, Werner Locher, Cesare Casani, тренеры: Harry Burger, Markus Fanti)              | Bern - CFR Gruyère (Konstantin Schmaeh, Stéphanie Combremont, Mélanie Villars, Pierre-Alain Tercier, тренер: Jasmin Villars)                                |
| Чемпионат Швейцарии по кёрлингу среди ветеранов 2023 (мужчины) Урдорф, 10—12 февраля        | Чемпионат Швейцарии по кёрлингу среди ветеранов 2023 (мужчины) Урдорф, 10—12 февраля        | Uzwil 2 (Romano Ruch, Jörg Müller, Marco Ruch, Esther Gamper, Alexander Bodmer)                                                                             | Schaffhausen (Martin Hottinger, Michael Stäuble, Fredi Hösli, Roland Häberli)                                                                              | Cavadürli (Hanspeter Weller, Joe Frei, Willi Wyrsch, Martin Jäger, Guido Graf)                                                                              |
| Чемпионат Швейцарии по кёрлингу среди женщин 2023 Тоне, 11—18 февраля                       | Чемпионат Швейцарии по кёрлингу среди женщин 2023 Тоне, 11—18 февраля                       | Aarau HBL (Алина Пец, Сильвана Тиринцони, Карол Ховальд, Бриар Шваллер-Хюрлиман, тренер: Пьер Шаретт)                                                       | Zug Gemperle AG (Corrie Hürlimann, Celine Schwizgebel, Nadine Bärtschiger, Anna Gut, запасной: Melina Chiara Bezzola, тренер: Джанет Хюрлиман)             | St. Moritz (Селина Витшонке, Елена Матис, Рафаэла Кайзер, Marina Loertscher, запасной: Malin Da Ros, тренер: Биния Фельчер)                                 |
| Чемпионат Швейцарии по кёрлингу среди мужчин 2023 Тоне, 11—18 февраля                       | Чемпионат Швейцарии по кёрлингу среди мужчин 2023 Тоне, 11—18 февраля                       | CC3C Genève (Бенуа Шварц, Янник Шваллер, Свен Михель, Пабло Лаша, тренер: Ховард Вад Петерссон)                                                             | Bern Zähringer Securitas Direct (Михаэль Бруннер, Романо Майер, Anthony Petoud, Марсель Койфелер, тренеры: Бернхард Вертеман, Hansjörg Bless)              | Zug Cablex (Ян Хесс, Yves Stocker, Симон Глоор, Felix Eberhard, запасной: Reto Schönenberger)                                                               |
| Чемпионат Швейцарии по кёрлингу среди смешанных пар 2023 Санкт-Галлен, 1—5 марта            | Чемпионат Швейцарии по кёрлингу среди смешанных пар 2023 Санкт-Галлен, 1—5 марта            | Бриар Шваллер-Хюрлиман / Янник Шваллер | Алина Пец / Свен Михель | Даниэла Рупп / Кевин Вундерлин |
| Чемпионат Швейцарии по кёрлингу среди смешанных команд 2023 Кюснахт, 24—26 марта            | Чемпионат Швейцарии по кёрлингу среди смешанных команд 2023 Кюснахт, 24—26 марта            | Zug-Uzwil (Ив Хесс, Урсула Хегнер, Симон Хён, Claudia Baumann)                                                                                              | Bern (Мелани Шнайдер, Paddy Käser, Мирьям Отт, Михаэль Пробст, тренер: Chahan Karnusian)                                                                   | Bern Capitals (Jana Stritt, Simon Biedermann, Raymond Krenger, Adonia Brunner)                                                                              |
| Чемпионат Швейцарии по кёрлингу среди юниоров 2023 Санкт-Галлен, 24—26 марта                | М                                                                                           | Basel 1 (Manuel Jermann, Yannick Jermann, Simon Hanhart, Manuele Caccivio, запасной: Volodymyr Sakaliuk, тренеры: Christian Heinimann, Alexander Heinimann) | Wildhaus (Lars Brauchli, Leon Wittich, Kenjo von Allmen, Livio Ernst, тренер: Hans Brauchli)                                                               | Zug 1 (Dean Hürlimann, Ким Шваллер, Pascal Matti, Jan Tanner, запасной: Matthieu Fague, тренеры: Янник Шваллер, Патрик Хюрлиман, Джанет Хюрлиман)           |
| Чемпионат Швейцарии по кёрлингу среди юниоров 2023 Санкт-Галлен, 24—26 марта                | Ж                                                                                           | Grasshopper Club Zürich (Xenia Schwaller, Selina Gafner, Fabienne Rieder, Selina Rychiger, запасной: Malin Da Ros, тренеры: Марион Вюст, Андреас Шваллер)   | St. Gallen-Wetzikon HS Naturstein (Isabel Einspieler, Alissa Rudolf, Lynn Haupt, Renée Frigo, запасной: Noemi Haupt, тренер: Brigitte Brunner-Leutenegger) | Bern-Thun (Lisa Muhmenthaler, Ariane Oberson, Nina Rufer, Jana-Tamara Hählen, запасной: Noa Kusano, тренеры: Jana Stritt, Benno Oberson, Kurt Muhmenthaler) |

### Швеция
источник:
| Турнир                                                                           | Турнир                                                                           | Золото | Серебро | Бронза |
| -------------------------------------------------------------------------------- | -------------------------------------------------------------------------------- | --- | --- | --- |
| Чемпионат Швеции по кёрлингу среди юниоров 2022 Сундбюберг, 10—13 ноября         | М                                                                                | Mjölby AI CF, Team Landelius (Axel Landelius)                                                                                               | IK Fyris, Blackstones (Sigurd Stenberg)                                                                                     | Härnösands CK, Sånnevall (Albin Sånnevall) |
| Чемпионат Швеции по кёрлингу среди юниоров 2022 Сундбюберг, 10—13 ноября         | Ж                                                                                | Sundbybergs CK, Team Foxglide (Moa Dryburgh)                                                                                                | Härnösands CK, Hallström (Nilla Hallström)                                                                                  | Sundbybergs CK, Sumpan Lassies (Astrid Linder) |
| Чемпионат Швеции по кёрлингу среди смешанных пар 2023 Норчёпинг, 16—18 декабря   | Чемпионат Швеции по кёрлингу среди смешанных пар 2023 Норчёпинг, 16—18 декабря   | Karlstads CK (Ребекка Тунман / Даниэль Магнуссон)                                                                                           | Sundbybergs CK Team Ajiwa (Тереза Вестман / Робин Альберг)                                                                  | Umeå CK/CK Granit (Malin Wendel / Fabian Wingfors) |
| Чемпионат Швеции по кёрлингу среди смешанных пар юниоров 2023 Евле, 13—15 января | Чемпионат Швеции по кёрлингу среди смешанных пар юниоров 2023 Евле, 13—15 января | Thea Orefjord / Olle Moberg | Nilla Hallström / Alexander Palm                                                                                            | Filippa Jillehed / Pontus Söderberg Persson |
| Чемпионат Швеции по кёрлингу среди ветеранов 2023 Дандерюд, 18—22 января         | М                                                                                | Sumpan Seniors (Сундбюберг) (Gerry Whålin, Anders Eriksson, Микаэль Хассельборг, Матс Врано)                                                | House of Curling (Дандерюд) (Андерс Краупп, Mikael Vilenius, Rolf Wikström, Peter Tedenbäck, Mats Jansson, Kaj Möller)      | Précenth (Мьёльбю) (Per Persson, Rolf Svensson, Olle Nåbo, Gert Précenth), Carlsén (Сундсвалль) (Томми Олин, Фредрик Хальстрём, Пер Карлсен, Пер Нурен, Дан-Ола Эрикссон, Никлас Берггрен)                               |
| Чемпионат Швеции по кёрлингу среди ветеранов 2023 Дандерюд, 18—22 января         | Ж                                                                                | CK Granit (Евле) (Catrin Bitén, Helene Lyxell, Mari Wickström, Камилла Нурен, тренер: Рикард Хальстрём)                                     | Härnösand Curlingklubb (Хернёсанд) (Åsa Linderholm, Ева Лунд, Катрин Линдаль, Анетте Норберг, Anna Klange)                  | Team ICI (Дандерюд) (Ингрид Мельдаль, Liselott Aspengren, Katarina Darling, Maria Guslin, Helena Sundborg), Amatörföreningen CK - Jönssonligan (Ann Mari Jönsson, Катарина Лесскер, Анна Риндескуг, Kristina Söderström) |
| Чемпионат Швеции по кёрлингу среди женщин 2023 Карлстад, 2—5 февраля             | Чемпионат Швеции по кёрлингу среди женщин 2023 Карлстад, 2—5 февраля             | Sundbybergs CK (Сундбюберг) (Анна Хассельборг, Агнес Кнохенхауэр, София Мабергс, Юханна Хельдин, Сара Макманус, тренер: Кристиан Линдстрём) | Sundbybergs CK (Сундбюберг) (Изабелла Врано, Альмида Де Валь, Мария Ларссон, Линда Стенлунд, тренер: Маргарета Сигфридссон) | Sundbybergs CK (Сундбюберг) (Moa Dryburgh, Moa Tjärnlund, Thea Orefjord, Moa Nilsson, тренер: Маргарета Драйбур) |
| Чемпионат Швеции по кёрлингу среди мужчин 2023 Карлстад, 2—5 февраля             | Чемпионат Швеции по кёрлингу среди мужчин 2023 Карлстад, 2—5 февраля             | Karlstad CK (Карлстад) (Оскар Эрикссон, Расмус Врано, Даниэль Магнуссон, Кристофер Сундгрен, Никлас Эдин, тренер: Фредрик Линдберг          | Mjölby AI CF (Мьёльбю) (Axel Landelius, Alfons Johansson, Johan Engqvist, Alexander Palm, тренер: Lars Landelius)           | Sollefteå CK (Соллефтео) (Юханнес Патс, Симон Улофссон, Патрик Мабергс, Фредрик Нюман); CK Granit - Burning Goats (Евле) (Jacob Hanna, Fabian Wingfors, Аксель Шёберг, Симон Гранбом, Olle Moberg)                       |
| Чемпионат Швеции по кёрлингу на колясках 2023 Карлстад, 2—5 февраля              | Чемпионат Швеции по кёрлингу на колясках 2023 Карлстад, 2—5 февраля              | Karlstads CK, Rullarnas 2 (Карлстад) (Åsa Lie, Anders Sjösten, Сабина Юханссон, Johanna Glennert)                                           | Jönköping CC, Energi 1 (Йёнчёпинг) (Tommy Andersson, Sebastian Blomberg, Матс-Ола Энгборг, Вильо Петерссон-Даль)            | Härnösands CK (Хернёсанд) (Сандра Реппе, Кристина Уландер, Маркус Хольм) |
| Чемпионат Швеции по кёрлингу среди смешанных команд 2023 29 апреля — 1 мая       | Чемпионат Швеции по кёрлингу среди смешанных команд 2023 29 апреля — 1 мая       | Sundbybergs CK, Emoji Squad (Сундбюберг) Фанни Шёберг, Фредрик Нюман, Йенни Волин, Фредрик Карлсен                                          | Karlstads CK, Mabergs (Карлстад) Патрик Мабергс, Emma Sjödin, Юханнес Патс, Tova Sundberg                                   | Sundbybergs CK, Nygren (Сундбюберг) Юхан Нюгрен, Amanda Halvarsson, Markus Sund, Astrid Baldomero Warstrand Härnösands CK, 8 millimeter (Хернёсанд) Nilla Hallström, Alexander Palm, Agnes Aldén, Alfons Johansson       |

### Шотландия
| Турнир                                                                                                  | Турнир                                                                                                  | Золото                                                                                          | Серебро                                                                                            | Бронза |
| --- | --- | ----------------------------------------------------------------------------------------------- | -------------------------------------------------------------------------------------------------- | --- |
| Чемпионат Шотландии по кёрлингу среди смешанных команд ветеранов 2022 Странрар, 30 сентября — 2 октября | Чемпионат Шотландии по кёрлингу среди смешанных команд ветеранов 2022 Странрар, 30 сентября — 2 октября | "Ayr" (Роберт Кларк, Gail Thomson, Murray Stevenson, Alison Cunningham)                         | "The Peak Stirling" (Neil Murray, Janes McLaren, Dougie Telfor, Marjorie Christie)                 | "Greenacres" (Робин Грей, Fran Stretton, Douglas Kerr, Gillian King), "Stranraer" (Джим Кэннон, Кристин Кэннон, Eric Richardson, Маргарет Ричардсон) |
| Чемпионат Шотландии по кёрлингу среди юниоров 2022 Абердин, 8—13 ноября                                 | М | Orrin Carson                                                                                    | Jack Strawhorn                                                                                     | Ross Craik |
| Чемпионат Шотландии по кёрлингу среди юниоров 2022 Абердин, 8—13 ноября                                 | Ж | Фэй Хендерсон                                                                                   | Amy Mitchell                                                                                       | Jodi Leigh Bass |
| Чемпионат Шотландии по кёрлингу среди женщин 2023 Дамфрис, 6—11 февраля                                 | Чемпионат Шотландии по кёрлингу среди женщин 2023 Дамфрис, 6—11 февраля                                 | "Абердин" (Ребекка Моррисон, Джина Эйткен, Софи Синклер, Софи Джексон, тренер: Нэнси Смит)      | "Форфар" (Jennifer Marshall, Lesley Young, Eilidh Yeats, Rachel Dakers, Maggie Wilson)             | "Greenacres" (Lucy Blair, Лиза Дэви, Susie Smith, Holly Hamilton, тренер: Iain Fraser)                                                               |
| Чемпионат Шотландии по кёрлингу среди мужчин 2023 Дамфрис, 6—11 февраля                                 | Чемпионат Шотландии по кёрлингу среди мужчин 2023 Дамфрис, 6—11 февраля                                 | "Эдинбург" (Брюс Моуэт, Грант Харди, Бобби Лэмми, Хэмми Макмиллан мл., тренер: Майкл Гудфеллоу) | "Форфар" (James Craik, Angus Bryce, Кэмерон Брайс, Blair Haswell, Jack Carrick, тренер: Iain Watt) | "Стерлинг" (Росс Уайт, Робин Брайдон, Данкан Макфазин, Юан Кайл, Грег Драммонд, тренер: Грег Драммонд)                                               |
| Чемпионат Шотландии по кёрлингу среди ветеранов 2023 Гамильтон, 15—19 февраля                           | М |                                                                                                 | | |
| Чемпионат Шотландии по кёрлингу среди ветеранов 2023 Гамильтон, 15—19 февраля                           | Ж |                                                                                                 | | |
| Чемпионат Шотландии по кёрлингу среди смешанных пар 2023 Перт, 21—26 февраля                            | Чемпионат Шотландии по кёрлингу среди смешанных пар 2023 Перт, 21—26 февраля                            | Дженнифер Доддс / Брюс Моуэт                                                                    | Софи Джексон / Данкан Макфазин                                                                     | Эми Макдональд / Blair Haswell, Джина Эйткен / Грант Харди                                                                                           |
| Чемпионат Шотландии по кёрлингу среди смешанных команд 2023 Форфар, 16—19 марта                         | Чемпионат Шотландии по кёрлингу среди смешанных команд 2023 Форфар, 16—19 марта                         | Jack Strawhorn, Robyn Mitchell, Kaleb Johnston, Amy Mitchell                                    | Кэмерон Брайс, Робин Манро, Скотт Хислоп, Laura Watt                                               | Ewan Mitchell, Layla Al-Saffar, Bruce Kiellor, Nicola Joiner                                                                                         |
| Чемпионат Шотландии по кёрлингу среди юниорских смешанных пар 2023 Дамфрис, 24—26 марта                 | Чемпионат Шотландии по кёрлингу среди юниорских смешанных пар 2023 Дамфрис, 24—26 марта                 | Робин Манро / Angus Bryce                                                                       | Chloe McNaughton / Harry Gow                                                                       | Holly Wilkie-Milne / Struan Carson, Amy Mitchell / Kaleb Johnston                                                                                    |

### Эстония
источник:
| Турнир                                                                       | Золото                                                           | Серебро                                                                 | Бронза                                                               |
| ---------------------------------------------------------------------------- | ---------------------------------------------------------------- | ----------------------------------------------------------------------- | -------------------------------------------------------------------- |
| Чемпионат Эстонии по кёрлингу среди мужчин 2023 Таллин, 12—15 января         | Eduard Veltsman                                                  | Kaarel Holm                                                             | Andres Jakobson                                                      |
| Чемпионат Эстонии по кёрлингу среди смешанных пар 2023 Таллин, 23—26 февраля | Мари Калдвеэ / Харри Лилл                                        | Kaidi Elmik / Михаил Власов                                             | Ingrid Novikova / Andres Jakobson                                    |
| Чемпионат Эстонии по кёрлингу среди смешанных команд 2023 Таллин, 11—14 мая  | Team Lill Харри Лилл, Karoliine Kaare, Karl Kukner, Эрика Тувике | Team Kaldvee: Мари Калдвеэ, Tarvin Kaldvee, Лийса Турман, Tõnis Turmann | Team Veltsman: Eduard Veltsman, Anna Gromova, Эркки Лилл, Triin Kukk |

### Япония
источник:
| Турнир                                                                        | Золото | Серебро | Бронза |
| ----------------------------------------------------------------------------- | --- | --- | --- |
| Чемпионат Японии по кёрлингу среди мужчин 2023 Токоро, 28 января — 5 февраля  | SC Karuizawa Club Рику Янагисава, Цуёси Ямагути, Такэру Ямамото, Сатоси Коидзуми, тренер: Юдзи Нисимуро                               | Kitami Association Косукэ Хирата, Синго Усуи, Ryota Meguro, Косукэ Аита, запасной: Yoshiya Miura, тренеры: Hirofumi Kobayashi, Tomoyuki Ninomaru | Consadole Тэцуро Симидзу, Харуто Оути, Синъя Абэ, Сота Цуруга, запасной: Минори Судзуки                                                                |
| Чемпионат Японии по кёрлингу среди женщин 2023 Токоро, 28 января — 5 февраля  | Loco Solare Сацуки Фудзисава, Тинами Ёсида, Юми Судзуки, Юрика Ёсида, запасной: Котоми Исидзаки, тренеры: Джей Ди Линд, Рёдзи Онодэра | SC Karuizawa Club Асука Канаи, Ami Enami, Дзюнко Нисимуро, Mone Ryokawa, запасной: Мию Уэно, тренер: Юдзи Нисимуро                               | Chubu Electric Power Икуэ Китадзава, Сэйна Накадзима, Минори Судзуки, Хасуми Исигоока, запасной: Тиаки Мацумура, тренеры: Юсукэ Мородзуми, Эми Симидзу |
| Чемпионат Японии по кёрлингу среди смешанных пар 2023 Вакканай, 21—26 февраля | Тиаки Мацумура / Ясумаса Танида тренер: Эми Симидзу                                                                                   | Тори Коана / Го Аоки тренер: Yoshinori Aoki | Юрика Ёсида / Юта Мацумура тренер: Юсукэ Мородзуми |

## ТурнирыБольшого шлема

### Мужские турниры
источник:
| Неделя | Турнир                                                                    | Победитель      | Финалист         | Призовой фонд (CAD) | Сумма победителя (CAD) | SFM     |
| ------ | ------------------------------------------------------------------------- | --------------- | ---------------- | ------------------- | ---------------------- | ------- |
| 10     | BOOST National Норт-Бей, Онтарио, 4 – 9 Октября                           | Брэд Гушу       | Никлас Эдин      | $150,000            | $33,000                | 10.0000 |
| 12     | Hearing Life Tour Challenge Tier 1 Гранд-Прери, Альберта, 18 – 23 Октября | Никлас Эдин     | Мэтт Данстон     | $120,000            | $30,000                | 9.0000  |
| 12     | Hearing Life Tour Challenge Tier 2 Гранд-Прери, Альберта, 18 – 23 Октября | Кори Дропкин    | Aaron Sluchinski | $50,000             | $10,000                | 5.0000  |
| 19     | WFG Masters Оквилл, Онтарио, 6 – 11 Декабря                               | Жоэль Реторна   | Брюс Моуэт       | $150,000            | $35,000                | 10.0000 |
| 24     | Co-op Canadian Open Камроуз, Альберта, 10 – 15 Января                     | Брендан Боттчер | Никлас Эдин      | $100,000            | $35,000                | 10.0000 |
| 37     | Princess Auto Players' Championship Торонто, Онтарио, 11 – 16 Апреля      | Кевин Куи       | Янник Шваллер    | $175,000            | $40,000                | 10.0000 |
| 40     | KIOTI Tractor Champions Cup Олдс, Альберта, 2 – 7 мая                     | Брендан Боттчер | Брэд Гушу        | $150,000            | $30,000                |         |

### Женские турниры
источник:
| Неделя | Турнир                                                                    | Победитель         | Финалист           | Призовой фонд (CAD) | Сумма победителя (CAD) | SFM     |
| ------ | ------------------------------------------------------------------------- | ------------------ | ------------------ | ------------------- | ---------------------- | ------- |
| 10     | BOOST National Норт-Бей, Онтарио, 4 – 9 Октября                           | Сильвана Тиринцони | Керри Эйнарсон     | $150,000            | $33,000                | 10.0000 |
| 12     | Hearing Life Tour Challenge Tier 1 Гранд-Прери, Альберта, 18 – 23 Октября | Рейчел Хоман       | Керри Эйнарсон     | $120,000            | $30,000                | 9.0000  |
| 12     | Hearing Life Tour Challenge Tier 2 Гранд-Прери, Альберта, 18 – 23 Октября | Clancy Grandy      | Jessie Hunkin      | $50,000             | $10,000                | 5.0000  |
| 19     | WFG Masters Оквилл, Онтарио, 6 – 11 Декабря                               | Керри Эйнарсон     | Рейчел Хоман       | $150,000            | $35,000                | 10.0000 |
| 24     | Co-op Canadian Open Камроуз, Альберта, 10 – 15 Января                     | Сацуки Фудзисава   | Керри Эйнарсон     | $150,000            | $35,000                | 10.0000 |
| 37     | Princess Auto Players' Championship Торонто, Онтарио, 11 – 16 Апреля      | Изабелла Врано     | Сильвана Тиринцони | $175,000            | $40,000                | 10.0000 |
| 40     | KIOTI Tractor Champions Cup Олдс, Альберта, 2 – 7 Мая                     | Рейчел Хоман       | Керри Эйнарсон     | $105,000            | $30,000                |         |

Пояснения: Турнир Hearing Life Tour Challenge (и мужской, и женский) проводится в двух Лигах (Tier 1 и Tier 2). В Лиге Tier 1 участвуют лучшие 16 команд мирового рейтинга. В Лиге Tier 2 приглашаются следующие 11 по рейтингу команд, а также организаторы добавляют 5 региональных канадских команд.

## Мировой рейтинг сборных
| по окончании сезона 2022-23 |     |                  |        |
| №                           |     | Сборная          | Очки   |
| 1                           | ▬   | Швеция           | 77.838 |
| 2                           | ▲ 1 | Шотландия        | 73.622 |
| 3                           | ▼ 1 | Канада           | 71.23  |
| 4                           | ▲ 1 | Швейцария        | 51.622 |
| 5                           | ▲ 1 | Италия           | 41.554 |
| 6                           | ▼ 2 | США              | 39.676 |
| 7                           | ▬   | Норвегия         | 27.892 |
| 8                           | ▲ 2 | Япония           | 22.608 |
| 9                           | ▲ 3 | Германия         | 21.27  |
| 10                          | ▼ 1 | Республика Корея | 18.716 |
| 11                          | ▼ 3 | Россия           | 18.608 |
| 12                          | ▲ 3 | Чехия            | 16.568 |
| 13                          | ▼ 2 | Дания            | 13.865 |
| 14                          | ▬   | Нидерланды       | 13.135 |
| 15                          | ▲ 1 | Финляндия        | 12.243 |
| 16                          | ▼ 3 | Китай            | 12.162 |
| 17                          | ▲ 2 | Турция           | 10.909 |
| 18                          | ▬   | Испания          | 9.12   |
| 19                          | ▲ 3 | Тайвань          | 7.571  |
| 20                          | ▬   | Латвия           | 6.969  |

| по окончании сезона 2022-23 |     |                  |        |
| №                           |     | Сборная          | Очки   |
| 1                           | ▬   | Швейцария        | 87.162 |
| 2                           | ▬   | Швеция           | 53.581 |
| 3                           | ▲ 1 | Канада           | 49.392 |
| 4                           | ▲ 1 | Япония           | 46.162 |
| 5                           | ▼ 2 | Республика Корея | 41.027 |
| 6                           | ▲ 1 | США              | 38.054 |
| 7                           | ▼ 1 | Шотландия        | 45.486 |
| 8                           | ▲ 5 | Норвегия         | 31.811 |
| 9                           | ▬   | Дания            | 30.541 |
| 10                          | ▲ 4 | Италия           | 21.568 |
| 11                          | ▼ 3 | Россия           | 21.351 |
| 12                          | ▼ 1 | Германия         | 19.595 |
| 13                          | ▲ 2 | Турция           | 15.973 |
| 14                          | ▼ 4 | Китай            | 13.622 |
| 15                          | ▼ 3 | Чехия            | 11.595 |
| 16                          | ▲ 1 | Эстония          | 10.446 |
| 17                          | ▼ 1 | Латвия           | 9.919  |
| 18                          | ▲ 1 | Венгрия          | 9.035  |
| 19                          | ▲ 4 | Казахстан        | 7.716  |
| 20                          | ▲ 5 | Словакия         | 6.570  |

| по окончании сезона 2022-23 |     |                  |        |
| №                           |     | Сборная          | Очки   |
| 1                           | ▲ 1 | Норвегия         | 61.929 |
| 2                           | ▼ 1 | Шотландия        | 61.929 |
| 3                           | ▲ 4 | США              | 53.486 |
| 4                           | ▲ 1 | Швеция           | 50.357 |
| 5                           | ▼ 2 | Канада           | 42.714 |
| 6                           | ▼ 2 | Швейцария        | 42.643 |
| 7                           | ▼ 1 | Италия           | 42.057 |
| 8                           | ▲ 4 | Япония           | 35.711 |
| 9                           | ▲ 2 | Австралия        | 24.943 |
| 10                          | ▼ 2 | Чехия            | 23.914 |
| 11                          | ▼ 2 | Германия         | 23.605 |
| 12                          | ▲ 4 | Эстония          | 20.625 |
| 13                          | ▲ 7 | Дания            | 13.814 |
| 14                          | ▬   | Китай            | 12.583 |
| 15                          | ▲ 2 | Венгрия          | 11.643 |
| 16                          | ▼ 6 | Россия           | 11.643 |
| 17                          | ▼ 4 | Республика Корея | 11.383 |
| 18                          | ▲ 4 | Испания          | 10.639 |
| 19                          | ▼ 1 | Новая Зеландия   | 10.525 |
| 20                          | ▼ 1 | Турция           | 10.265 |

| по окончании сезона 2022-23 |     |                   |        |
| №                           |     | Сборная           | Очки   |
| 1                           | ▬   | Китай             | 91.429 |
| 2                           | ▲ 1 | Канада            | 61.357 |
| 3                           | ▼ 1 | Швеция            | 61.086 |
| 4                           | ▲ 2 | Республика Корея  | 37.886 |
| 5                           | ▲ 2 | Шотландия         | 37.892 |
| 6                           | ▼ 2 | Норвегия          | 35.429 |
| 7                           | ▼ 2 | Россия            | 34.729 |
| 8                           | ▲ 1 | США               | 32.863 |
| 9                           | ▲ 3 | Латвия            | 26.229 |
| 10                          | ▼ 2 | Словакия          | 23.914 |
| 11                          | ▼ 1 | Швейцария         | 17.800 |
| 12                          | ▼ 1 | Эстония           | 16.057 |
| 13                          | ▲ 3 | Чехия             | 14.143 |
| 14                          | ▲ 1 | Италия            | 12.771 |
| 15                          | ▼ 2 | Германия          | 10.714 |
| 16                          | ▲ 2 | Япония            | 8.137  |
| 17                          | ▲ 7 | Саудовская Аравия | 7.714  |
| 18                          | ▲ 3 | Дания             | 7.554  |
| 19                          | ▼ 5 | Финляндия         | 7.546  |
| 20                          | ▲ 2 | Англия            | 5.143  |

| по окончании сезона 2022-23 |     |                  |        |
| №                           |     | Сборная          | Очки   |
| 1                           | ▬   | Канада           | 97.091 |
| 2                           | ▬   | Шотландия        | 60.327 |
| 3                           | ▬   | Норвегия         | 48.273 |
| 4                           | ▲ 1 | Германия         | 42.356 |
| 5                           | ▲ 4 | Швейцария        | 41.316 |
| 6                           | ▲ 1 | Швеция           | 31.643 |
| 7                           | ▼ 1 | Испания          | 31.080 |
| 8                           | ▼ 4 | Россия           | 23.389 |
| 9                           | ▲ 3 | Дания            | 21.491 |
| 10                          | ▼ 2 | Республика Корея | 21.000 |
| 11                          | ▬   | Чехия            | 19.891 |
| 12                          | ▲ 1 | Венгрия          | 19.858 |
| 13                          | ▲ 6 | Финляндия        | 17.818 |
| 14                          | ▲ 4 | Япония           | 16.902 |
| 15                          | ▼ 5 | Турция           | 16.625 |
| 16                          | ▼ 2 | США              | 10.927 |
| 17                          | ▲ 7 | Италия           | 10.909 |
| 18                          | ▼ 5 | Эстония          | 10.800 |
| 19                          | ▼ 2 | Словакия         | 10.080 |
| 20                          | ▬   | Ирландия         | 8.509  |

## Рейтинг команд вМировом туре
| по окончании сезона 2022-23 |     |                  |       |
| место                       |     | Команда          | Очки  |
| 1                           | ▬   | Брэд Гушу        | 417   |
| 2                           | ▬   | Брюс Моуэт       | 366.3 |
| 3                           | ▬   | Никлас Эдин      | 365   |
| 4                           | ▲ 3 | Брендан Боттчер  | 362   |
| 5                           | ▼ 1 | Жоэль Реторна    | 351.8 |
| 6                           | ▼ 1 | Мэтт Данстон     | 341   |
| 7                           | ▼ 1 | Янник Шваллер    | 332.3 |
| 8                           | ▬   | Кевин Куи        | 306.3 |
| 9                           | ▲ 2 | Росс Уайт        | 234.9 |
| 10                          | ▬   | Кори Дропкин     | 234.4 |
| 11                          | ▼ 2 | Магнус Рамсфьелл | 231.8 |
| 12                          | ▬   | Рид Карразерс    | 201.5 |
| 13                          | ▬   | Джон Шустер      | 188.3 |
| 14                          | ▬   | Ваутер Госгенс   | 184.5 |
| 15                          | ▬   | Стеффен Вальстад | 181.3 |
| 16                          | ▬   | Riku Yanagisawa  | 168.4 |
| 17                          | ▬   | Karsten Sturmay  | 168.3 |
| 18                          | ▬   | Aaron Sluchinski | 152.1 |
| 19                          | ▬   | Майк Макьюэн     | 149.9 |
| 20                          | ▬   | James Craik      | 145.5 |
| 21                          | ▬   | Джон Эппинг      | 144.6 |
| 22                          | ▬   | Tanner Horgan    | 140   |
| 23                          | ▬   | Кэмерон Брайс    | 137.3 |
| 24                          | ▲ 4 | Ryan Wiebe       | 135.4 |
| 25                          | ▼ 1 | Колтон Флеш      | 132.5 |
| 26                          | ▼ 1 | Kelly Knapp      | 131.4 |
| 27                          | ▼ 1 | Marco Hoesli     | 129.9 |
| 28                          | ▼ 1 | Daniel Casper    | 127.6 |
| 29                          | ▬   | Феликс Асселен   | 123.7 |
| 30                          | ▬   | Fredrik Nyman    | 120.5 |

| по окончании сезона 2022-23 |     |                      |       |
| место                       |     | Команда              | Очки  |
| 1                           | ▬   | Керри Эйнарсон       | 451   |
| 2                           | ▬   | Сильвана Тиринцони   | 415   |
| 3                           | ▬   | Рейчел Хоман         | 368.3 |
| 4                           | ▬   | Сацуки Фудзисава     | 327.3 |
| 5                           | ▬   | Ким Ынджи            | 309.6 |
| 6                           | ▬   | Дженнифер Джонс      | 288   |
| 7                           | ▬   | Изабелла Врано       | 266.8 |
| 8                           | ▬   | Анна Хассельборг     | 247.5 |
| 9                           | ▲ 2 | Табита Питерсон      | 243.3 |
| 10                          | ▼ 1 | Кейтлин Лоус         | 225.5 |
| 11                          | ▼ 1 | Clancy Grandy        | 217.9 |
| 12                          | ▬   | Кейси Шейдеггер      | 194.8 |
| 13                          | ▬   | Марианне Рёрвик      | 177.8 |
| 14                          | ▬   | Meghan Walter        | 177.3 |
| 15                          | ▬   | Рафаэла Кайзер       | 173.3 |
| 16                          | ▬   | Стефания Константини | 167.5 |
| 17                          | ▬   | Christina Black      | 167.3 |
| 18                          | ▬   | Seungyoun Ha         | 156.4 |
| 19                          | ▬   | Икуэ Китадзава       | 149.5 |
| 20                          | ▬   | Мишель Ягги          | 148.3 |
| 21                          | ▬   | Isabelle Ladouceur   | 146.4 |
| 22                          | ▬   | Ребекка Моррисон     | 141   |
| 23                          | ▬   | Даниэла Йенч         | 139.3 |
| 24                          | ▬   | Kayla Skrlik         | 134.3 |
| 25                          | ▬   | Sayaka Yoshimura     | 124.7 |
| 26                          | ▬   | Мадлен Дюпон         | 119.1 |
| 27                          | ▬   | Ким Ын Джон          | 118.4 |
| 28                          | ▬   | Delaney Strouse      | 116.3 |
| 29                          | ▬   | Даниэль Инглис       | 111.3 |
| 30                          | ▬   | Андреа Кроуфорд      | 106   |

## Положение команд в КубкеБольшого шлема
| по окончании сезона 2022-23 |     |                  |      |
| место                       |     | Команда          | Очки |
| 1                           | ▲ 1 | Брэд Гушу        | 46   |
| 2                           | ▬   | Никлас Эдин      | 46   |
| 3                           | ▲ 5 | Кевин Куи        | 39   |
| 3                           | ▬   | Жоэль Реторна    | 39   |
| 5                           | ▲ 2 | Янник Шваллер    | 35   |
| 6                           | ▼ 1 | Мэтт Данстон     | 34   |
| 7                           | ▼ 4 | Брендан Боттчер  | 28   |
| 8                           | ▼ 2 | Брюс Моуэт       | 20   |
| 9                           | ▲ 1 | Росс Уайт        | 15   |
| 10                          | ▼ 1 | Кори Дропкин     | 13   |
| 11                          | ▲ 1 | Магнус Рамсфьелл | 12   |
| 12                          | ▼ 2 | Рид Карразерс    | 11   |
| 13                          | ▬   | Колтон Флеш      | 7    |
| 13                          | ▬   | Михаэль Бруннер  | 7    |
| 15                          | ▬   | Marco Hoesli     | 3    |
| 15                          | ▬   | Джон Эппинг      | 3    |
| 17                          | ▬   | Tanner Horgan    | 2    |
| 18                          | ▬   | Гленн Ховард     | 1    |
| 18                          | ▬   | Майк Макьюэн     | 1    |
| 18                          | ▬   | Стеффен Вальстад | 1    |
| 21                          | ▼ 1 | Ваутер Госгенс   | 0    |

| по окончании сезона 2022-23 |     |                      |      |
| место                       |     | Команда              | Очки |
| 1                           | ▬   | Керри Эйнарсон       | 54   |
| 2                           | ▲ 5 | Изабелла Врано       | 42   |
| 3                           | ▬   | Ким Ынджи            | 41   |
| 4                           | ▲ 2 | Сильвана Тиринцони   | 37   |
| 5                           | ▼ 3 | Рейчел Хоман         | 35   |
| 6                           | ▼ 2 | Сацуки Фудзисава     | 33   |
| 7                           | ▼ 2 | Кейтлин Лоус         | 23   |
| 8                           | ▲ 2 | Табита Питерсон      | 21   |
| 9                           | ▼ 1 | Дженнифер Джонс      | 18   |
| 9                           | ▼ 1 | Анна Хассельборг     | 18   |
| 11                          | ▬   | Рафаэла Кайзер       | 9    |
| 12                          | ▲ 7 | Clancy Grandy        | 7    |
| 12                          | ▬   | Челси Кэри           | 7    |
| 12                          | ▬   | Ким Ын Джон          | 7    |
| 15                          | ▬   | Кейси Шейдеггер      | 6    |
| 16                          | ▼ 2 | Abby Ackland         | 5    |
| 17                          | ▼ 1 | Мишель Ягги          | 3    |
| 18                          | ▼ 1 | Стефания Константини | 2    |
| 18                          | ▼ 1 | Hollie Duncan        | 2    |
| 20                          | ▼ 1 | Даниэла Йенч         | 1    |
| 20                          | ▼ 1 | Криста Маккарвилл    | 1    |
| 22                          | ▬   | Isabelle Ladouceur   | 0    |